# Körbchenmuscheln (Gattung)
Die Körbchenmuscheln (Corbicula; aus lat. corbis = Korb) sind eine Gattung aus der Familie der Körbchenmuscheln (Corbiculidae). Die nach Europa eingeschleppten und vielfach schwer auseinanderzuhaltenden Arten Corbicula fluminea und Corbicula fluminalis werden zusammenfassend als Asiatische Körbchenmuschel bezeichnet.

## Biologie
Die Tiere zeigen eine innere Befruchtung. Die Jungtiere schlüpfen innerhalb der Elterntiere (ovovivipar) und sind relativ klein (viel kleiner als bei der äußerlich ähnlich aussehenden Muschelfamilie der Sphaeriidae).

## Systematik
Zur Einordnung der Körbchenmuscheln im Rahmen der Muschelsystematik vgl. unter Systematik der Muscheln.
Die Gattung Corbicula umfasst derzeit (mindestens) die folgenden beschriebenen Arten:
- Corbicula africana (Krauss, 1848)
- Feingerippte Körbchenmuschel (Corbicula fluminalis (O. F. Müller, 1774))
- Grobgerippte Körbchenmuschel (Corbicula fluminea (O. F. Müller, 1774))
- Corbicula japonica Prime, 1864
- Corbicula largillierti (Philippi, 1844)
- Corbicula leana (Prime, 1864)
- Corbicula linduensis Bollinger, 1914
- Corbicula loehensis Kruimel, 1913
- Corbicula madagascariensis Smith, 1882
- Corbicula matannensis Sarasin & Sarasin, 1898
- Corbicula moltkiana Prime, 1878
- Corbicula possoensis Sarasin & Sarasin, 1898
- Corbicula sandai Reinchardt, 1878

## Vorkommen
Die verschiedenen Arten der Gattung Corbicula kommen im zentralen und südlich/südöstlichen Teil Asiens (Russland, China, Taiwan, Japan, Korea, Thailand, Philippinen, Vorderer Orient), im zentralen und südlichen Teil Afrikas und wohl auch in Australien vor. Durch Verschleppung sind einzelne Arten im 20. Jahrhundert nach Europa sowie Nord- und Südamerika gelangt und haben teilweise sehr starke Populationen gebildet.